# Грінбуш (Вірджинія)
Грінбуш (англ. Greenbush) — переписна місцевість (CDP) в США, в окрузі Аккомак штату Вірджинія. Населення — 224 особи (2020).

## Географія
Грінбуш розташований за координатами 37°44′23″ пн. ш. 75°40′47″ зх. д. / 37.73972° пн. ш. 75.67972° зх. д. (37.739778, -75.679669).  За даними Бюро перепису населення США в 2010 році переписна місцевість мала площу 2,57 км², уся площа — суходіл.

## Демографія
Згідно з переписом 2010 року, у переписній місцевості мешкало 220 осіб у 76 домогосподарствах у складі 58 родин. Густота населення становила 85 осіб/км².  Було 96 помешкань (37/км²).
Расовий склад населення:
| - 59,5 % — білих - 25,0 % — чорних або афроамериканців - 3,6 % — корінних американців - 0,5 % — азіатів - 11,4 % — осіб інших рас |

До двох чи більше рас належало 0,0 %. Частка іспаномовних становила 23,2 % від усіх жителів.
За віковим діапазоном населення розподілялося таким чином: 29,1 % — особи молодші 18 років, 60,9 % — особи у віці 18—64 років, 10,0 % — особи у віці 65 років та старші. Медіана віку мешканця становила 34,0 року. На 100 осіб жіночої статі у переписній місцевості припадало 101,8 чоловіків;  на 100 жінок у віці від 18 років та старших — 105,3 чоловіків також старших 18 років.
За межею бідності перебувало 4,6 % осіб, у тому числі 0,0 % дітей у віці до 18 років та 0,0 % осіб у віці 65 років та старших.
Цивільне працевлаштоване населення становило 85 осіб. Основні галузі зайнятості: освіта, охорона здоров'я та соціальна допомога — 28,2 %, науковці, спеціалісти, менеджери — 27,1 %, публічна адміністрація — 14,1 %, роздрібна торгівля — 12,9 %.